# Dallas Bixler
Dallas Bixler   (Hutchinson, 17 de febrer de 1910 - Buena Park, 13 d'agost de 1990) va ser un gimnasta artístic estatunidenc que va competir durant la dècada de 1930.
El 1932 va prendre part en els Jocs Olímpics de Los Angeles, on guanyà la medalla d'or en la prova de barra fixa del programa de gimnàstica.
Una lesió posà punt final a la seva carrera esportiva el 1935.